# Афонькино (Марий Эл)
Афонькино (мар. Охонян) — деревня в Горномарийском районе Марий Эл Российской Федерации. Входит в состав Виловатовского сельского поселения.
Численность населения — 27 чел. (2010 год).

## География
Располагается в 9 км от административного центра сельского поселения — села Виловатово, на левом берегу реки Большая Сундырка.

## История
Название деревни происходит от имени первооснователя Афанасий (Охиня). Впервые упоминается в 1795 году как выселок Афонин из деревни Средний Паратмар.

## Население
| 2002 | 2010 |
| ---- | ---- |
| 55   | ↘27  |